# Цоппай
Цоппа́й — обрядовый танец и пение вокруг поражённого молнией, а также обрядовое хождение по соседним селениям во время засухи; в обоих случаях связаны с ритуальными обращениями к грозовому божеству Уацилла.

## Описание
Значительный интерес представляет массовый танец, известный у осетин под названием цоппай, лексическое значение которого в осетинском языке не поддаётся этимологическому анализу. За этим названием стоит обрядовый комплекс, включающий в себя обрядовый танец, обрядовую песнь и само обрядовое действо, направленное на умилостивление небесных сил. По мнению В. И. Абаева, обряд цоппай представляет один из пережитков распространённого в прошлом культа грозового божества осетин Уацилла (вариант - Елиа).
Танцующие цоппай мужчины и женщины выстраивались в несколько рядов по две-три пары в каждом, и начинали двигаться, обходя могилу по кругу, 
в направлении солнца. Движение это было медленным и плавным, на полной ступне по диагонали — то вправо, то влево, тройным шагом, то с правой, то с левой ноги в анапестическом ритме. Каждая из групп поочерёдно выполняла во время танца функции зрителей. В частности отмечено, что в момент, когда одна группа хлопает в ладоши, другая танцует, двигаясь вперед. «Танец имеет характер верчения и поступательного движения вперёд. Каждая пара, вертясь, продвигается медленно вперёд», осуществляя общее движение по кругу».
Танец исполняется под обрядовую песню, в коротких текстовках которых упоминается в табуированной форме алдар (господин, рукодержец) покровитель хлебных злаков и урожая — громовержец Уацилла. В такой трактовке вербальной части обряда убеждают и другие магические формулировки текстов, в которых цоппай связывается с всеобщим благополучием, изобилием, добрым ангелом и прочее. Поражённого молнией человека танцующие обходили трижды. И если после трёхкратного исполнения цоппай дождь стихал и в разрыве облачности проглядывали лучи солнца, то народ верил, что громовержец принял их обрядовый танец и сменил свой гнев на милость.
Культовый характер танца цоппай ярко проявляется в обрядовых действиях, совершаемых после поражения человека или домашнего животного молнией. Это и камуфляж тризны — хист, облачённой в форму радостного пиршества — куывд, активное участие добрачной молодёжи, использование аксессуаров с высоким семиотическим статусом, цветовой и числовой символизм. Учитывая факт глубокой древности и насыщенности цоппая элементами языческих верований легко понять, что каждое его исполнение в дореволюционной Осетии встречало резкое осуждение со стороны христианского духовенства. Обрядовый танец цоппай представляет один из редких примеров троичного синкретизма — единства музыки, песни и танца, дожившего до нашей эпохи.